# Chiridota albatrossii
Chiridota albatrossii is een zeekomkommer uit de familie Chiridotidae.
De wetenschappelijke naam van de soort werd in 1907 gepubliceerd door Charles Lincoln Edwards.